# Manuel Molina Jiménez
Manuel Molina Jiménez (Ceuta, 21 de julio de 1948 - San Juan de Aznalfarache, Sevilla, 19 de mayo de 2015) fue un guitarrista flamenco, cantaor y compositor español. Durante muchos años formó junto con su esposa un famoso dúo conocido artísticamente como Lole y Manuel, hasta su separación matrimonial. El matrimonio fue padre de una hija, también artista, llamada Alba Molina.

## Biografía y obra
Manuel Molina nació en Ceuta en 1948 en el seno de una familia gitana. Tomó sus primeras lecciones de guitarra de la mano de su padre, el guitarrista algecireño Manuel Molina Acosta, conocido como "El Encajero". Muy joven, se trasladó a la ciudad de Algeciras donde trabó amistad con Paco de Lucía. Más adelante la familia se mudó al barrio sevillano de Triana, donde Manuel formó un trío junto con Chiquetete y Manuel Domínguez "El Rubio", llamado Los gitanillos del Tardón. En 1968, se integró en el grupo Smash, banda española de rock psicodélico ubicada en Sevilla y considerada pionera del rock andaluz. En esta etapa obtuvo un gran éxito con el sencillo El garrotín (de la vera de San Juan), publicado en 1971, construido sobre el palo flamenco del mismo nombre y con letra en castellano e inglés.
En 1972 formó un dúo con Dolores Montoya Rodríguez "Lole", y adoptaron como nombre artístico Lole y Manuel. Publicaron en 1975 su primer disco titulado Nuevo día. Ese mismo año se casaron y fueron pareja artística y sentimental durante muchos años. Para muchos este dúo es el precursor del estilo musical conocido como nuevo flamenco. A partir de 1993, debido a su separación matrimonial de Dolores Montoya, desarrolló su actividad artística de forma independiente.

## Cantaor
Su faceta como cantaor permaneció en un segundo plano. El mismo intérprete manifestó en diversas ocasiones que siempre había sido un cantaor frustrado y que escribía temas para que los interpretara su esposa Lole, atreviéndose solo en contadas ocasiones a cantar en el escenario, donde generalmente actuaba como guitarrista.

## Discografía
Con Lole y Manuel
- Nuevo día - El origen de una leyenda (1975)
- Pasaje del agua (1976)
- Lole y Manuel (1977)
- Al alba con alegría (1980). Acompañados por Imán, Califato Independiente. El título del disco es en recuerdo del nacimiento de su hija Alba.
- Casta (1984)
- Lole y Manuel cantan a Manuel de Falla (1992)
- Alba Molina (1994)
- Una voz y una guitarra. Grabado en directo desde el Teatro Monumental de Madrid (1995).

En solitario
- La calle del beso (1999).